# ランルラ
ランルラ（仏: Lanrelas）は、フランスのブルターニュ地域圏、コート＝ダルモール県に属するコミューン。

## 地理
ディナンから南西へ30km、小郡中心地のブロオンから南へ7.5kmほどいった県南東部の丘陵地帯に位置する。教会を中心に街並みが形成されている。北西でエレアック、東でプリュモガ、南西でサン＝ロヌとそれぞれ隣り合っている。南には幹線道路のN164が通っている。

## 行政
- 首長：ミシェル・オス（Michel Hauss、2008年3月から） 公証人
- 前首長：アニック・アミス（Annick Amice、2001年3月から2008年） 首長退任後は議会議員を務めている

## 人口の推移[1]
| 1962年 | 1968年 | 1975年 | 1982年 | 1990年 | 1999年 | 2006年 | 2007年 |
| ------ | ------ | ------ | ------ | ------ | ------ | ------ | ------ |
| 1140   | 1234   | 1126   | 1061   | 916    | 868    | 854    | 852    |

## 観光スポット
- ドルメン
- ランス川沿いの「植物の道」
- 16世紀から17世紀にかけ建てられた教会